# Skärsjön (Säfsnäs socken, Dalarna)
Skärsjön är en sjö i Ludvika kommun i Dalarna och ingår i Göta älvs huvudavrinningsområde. Sjön har en area på 2,54 kvadratkilometer och ligger 303,1 meter över havet. Sjön avvattnas av vattendraget Sävälven.

## Delavrinningsområde
Skärsjön ingår i det delavrinningsområde (666121-142577) som SMHI kallar för Utloppet av Skärsjön. Medelhöjden är 330 meter över havet och ytan är 13,48 kvadratkilometer. Räknas de 2 avrinningsområdena uppströms in blir den ackumulerade arean 31,88 kvadratkilometer. Sävälven som avvattnar avrinningsområdet har biflödesordning 4, vilket innebär att vattnet flödar genom totalt 4 vattendrag innan det når havet efter 392 kilometer. Avrinningsområdet består mestadels av skog (56 procent) och sankmarker (11 procent). Avrinningsområdet har 2,77 kvadratkilometer vattenytor vilket ger det en sjöprocent på 20,5 procent.